# Óriás medinilla
Az óriás medinilla (Medinilla magnifica) a mirtuszvirágúak (Myrtales) rendjébe, ezen belül a díszlevélfafélék (Melastomataceae) családjába tartozó faj.

## Neve
Ennek az epifiton évelő növénynek a nemzetség nevét, J. de Medinilla-ról kapta, aki 1820-ban a Mariana-szigetek kormányzója volt.

## Előfordulása
Az óriás medinilla eredeti előfordulási területe a Fülöp-szigetek. Manapság számos botanikus kertben megtalálható.

## Megjelenése
A növény akár 3 méter magasra is megnőhet. A levelei átellenesek, merevek és bőrszerű tapintásúak; 20-30 centiméter hosszúak, ovális alakúak hegyes véggel. Az 50 centiméteres bugavirágzatba tömörülő virágai, ovális és rózsaszínű murvalevelekből (bractea) nőnek ki. A virág maga, csak 2,5 centiméteres; lehet rózsaszín, vörös vagy ibolyaszínű. A gyümölcse ibolyaszínű, húsos bogyótermés, melynek átmérője, körülbelül 1 centiméter.

## Életmódja
A természetes élőhelyén, nagy fák elágazásain telepszik meg. Nem élősködő növény, azaz gyökereit nem vájja a fába.
Ha bent tartják, akkor a hűvösebb éghajlatokon is megél.

## Érdekességek
I. Baldvin belga király, nagy Medinilla rajongó volt. Ő a királyi növényházakban tartotta kedvenceit. A 10 000 értékű belga frankoson is ábrázoltatta eme növényeket.

## Képek

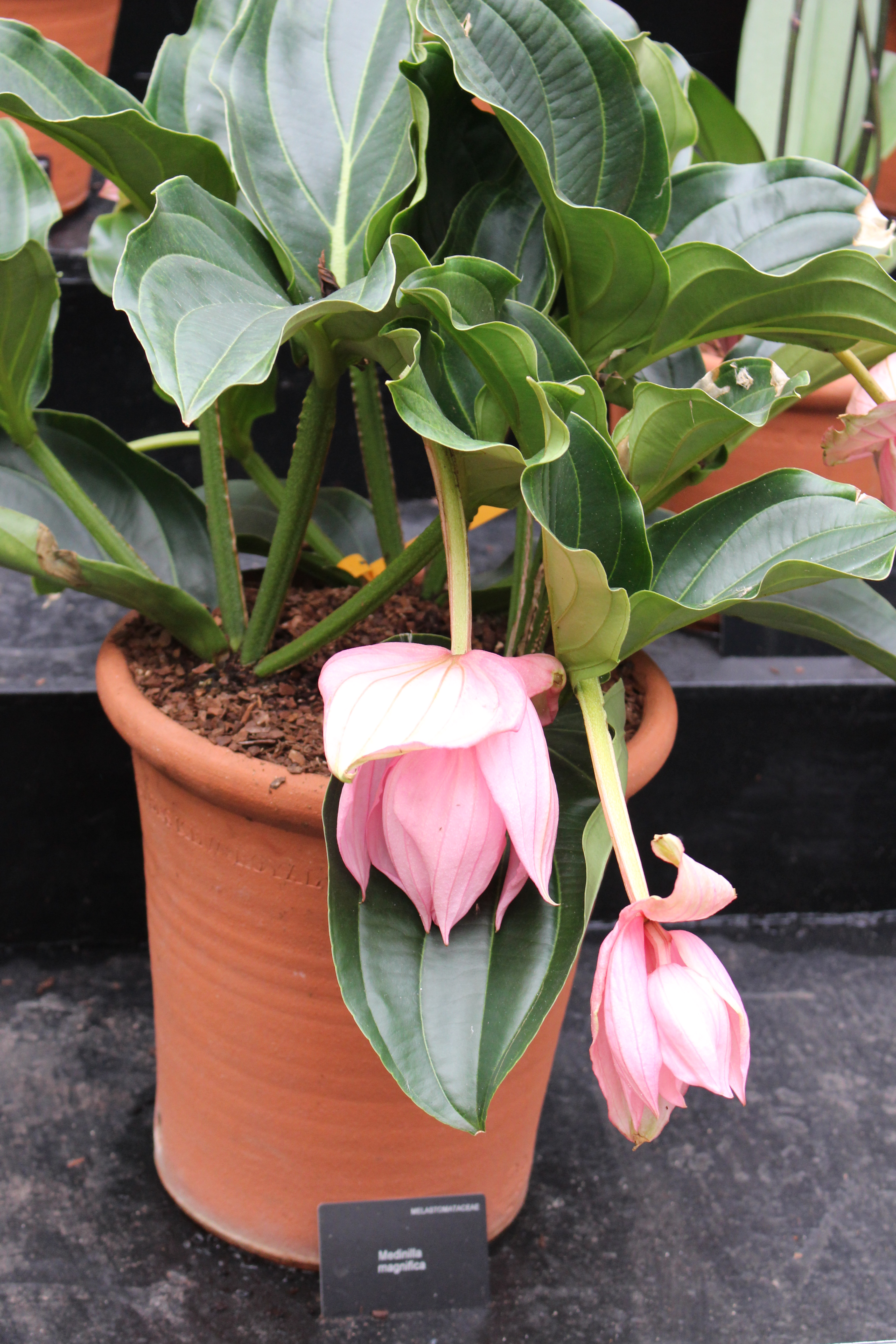
A növény
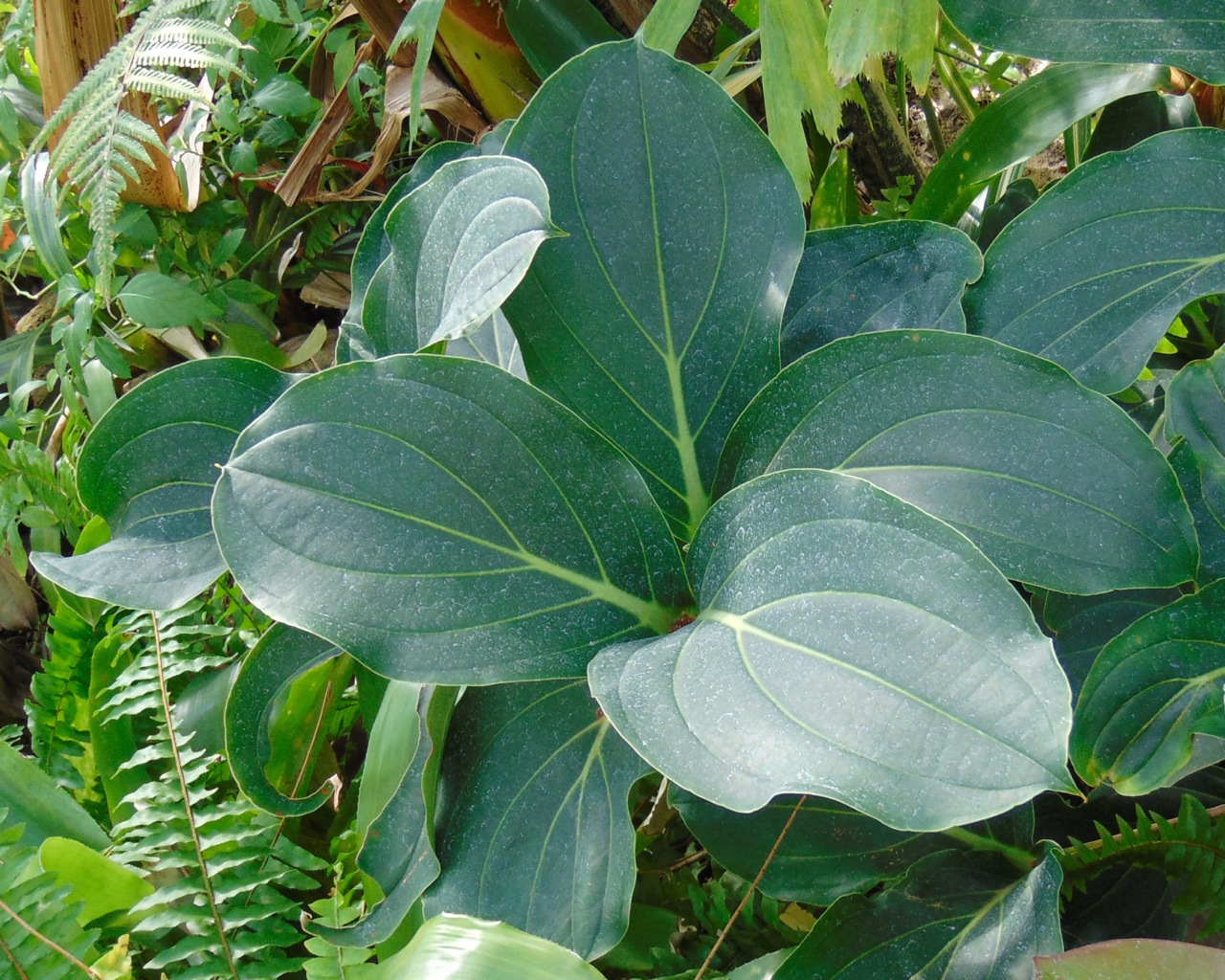
A levelei
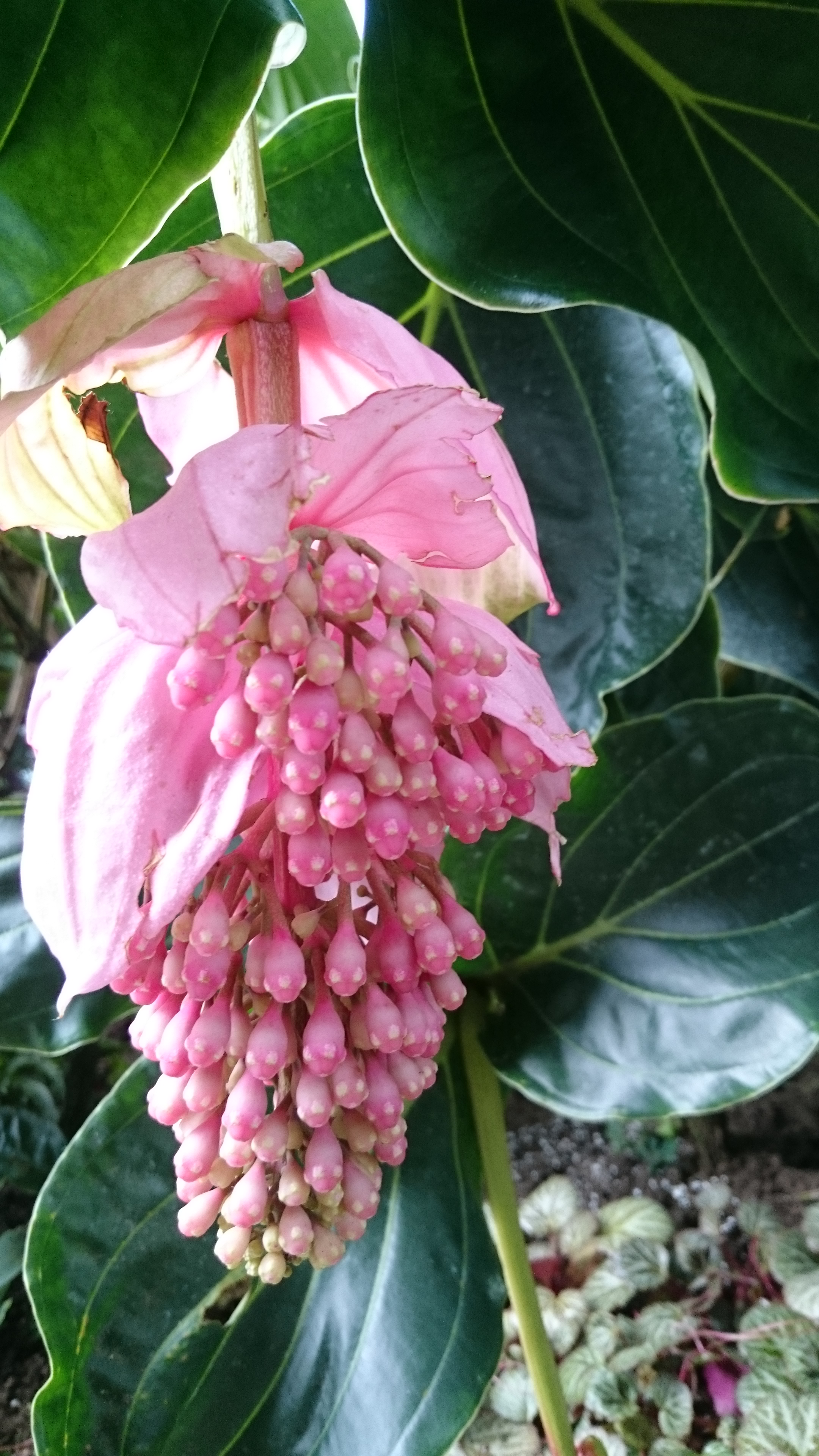
Virágzata
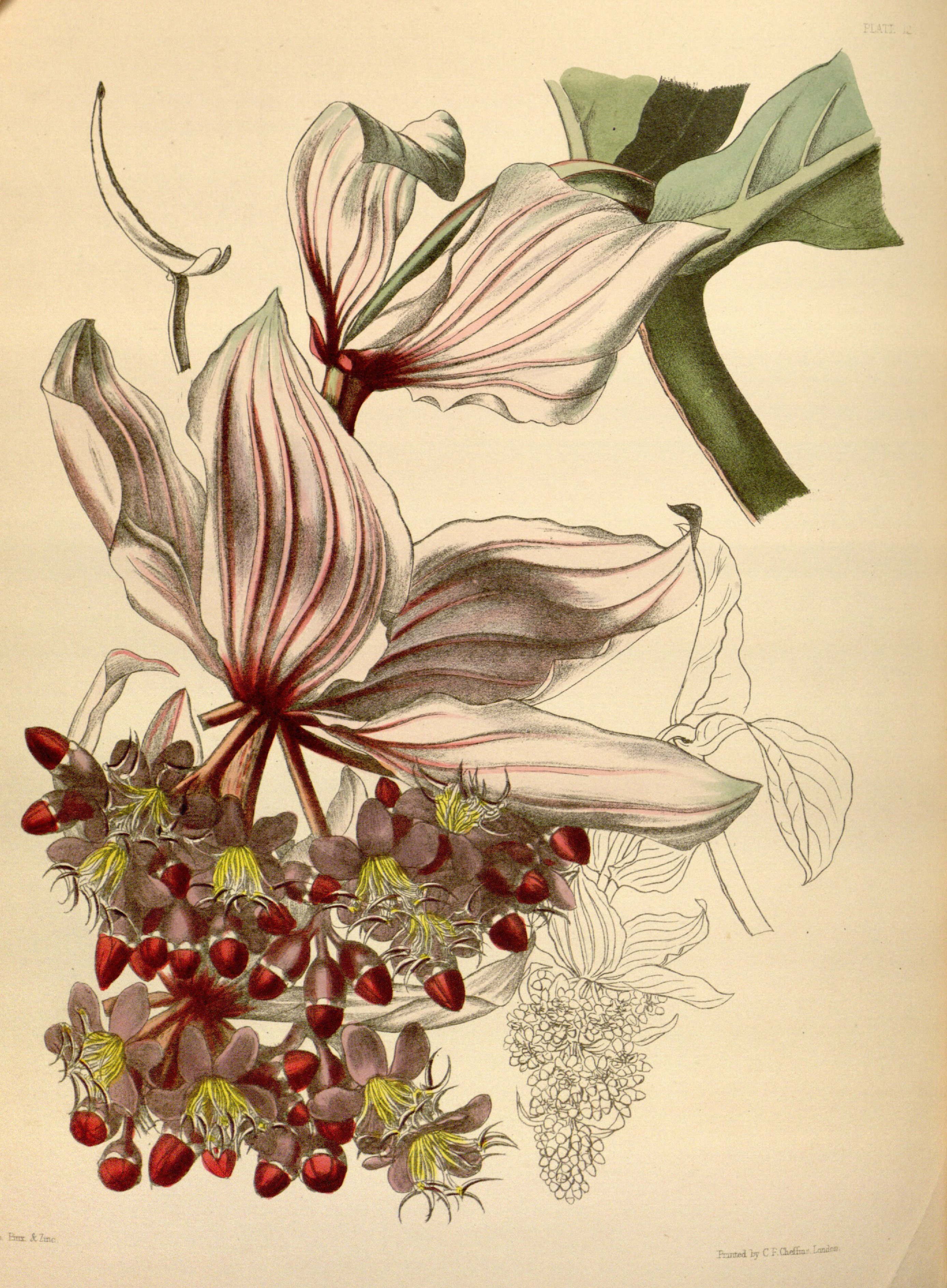
Rajz a növényről

### Fordítás
- Ez a szócikk részben vagy egészben  a   Medinilla magnifica című angol Wikipédia-szócikk ezen változatának fordításán alapul.  Az eredeti cikk szerkesztőit annak laptörténete sorolja fel. Ez a jelzés csupán a megfogalmazás eredetét és a szerzői jogokat jelzi, nem szolgál a cikkben szereplő információk forrásmegjelöléseként.